# Соціалістична партія Чилі
Соціалістична партія Чилі, СП (ісп. Partido Socialista de Chile, PS) — чилійська політична партія соціалістичної орієнтації. Після виборів 17 листопада 2013 має в своєму розпорядженні 15 депутатських мандатів з 120 і 6 міністрів в кабінеті президента-соціалістки Мішель Бачелет.

## Історія
Була утворена в 1933 році після придушення Соціалістичної республіки Чилі з ініціативи її лідера Мармадуке Грове представниками Соціалістичної марксистської партії, партій «Соціалістичний порядок», «Революційна соціалістична дія» і «Нова громадська дія».
Протягом усієї своєї історії СП була частиною різних коаліцій, таких як: Народний фронт, Демократичний альянс, Фронт народної дії, «Народна єдність», Коаліція партій за демократію, Нова більшість. Три представники цієї партії у різні часи займали посаду президента Республіки: Сальвадор Альєнде (який був одним із засновників партії у 1933 році), Рікардо Лагос і Мішель Бачелет.
У 1973 році Соціалістична партія була заборонена після державного перевороту в країні і встановлення диктатури Аугусто Піночета. Разом з Соціалістичною партією були заборонені всі інші політичні партії з «Народної єдності»; їх члени і прихильники піддавалися переслідуванням, арештам і тортурам. У період переходу Чилі від диктатури Піночета до демократії Соціалістична партія відновила свою діяльність і у 1989 році взяла участь у багатопартійних парламентських виборах.
У 2013 році на парламентських виборах від Соціалістичної партії були обрані 15 депутатів і 6 сенаторів. У 2009 році на парламентських виборах статус депутата отримали 11 соціалістів, ще 5 стали сенаторами. З 21 серпня 2010 Соціалістичну партію очолює Освальдо Андраде.